# ويليام جلاسر
ويليام جلاسر (11 مايو 1925 - 23 أغسطس 2013) كان طبيبًا نفسيًا أمريكيًا. لقد كان مطورًا لأفكار مكان العمل التي قدمها دبليو إدواردز ديمنج والعلاج الواقعي ونظرية الاختيار . تسلط ابتكاراته في مجال الإرشاد الفردي وبيئات العمل والمدرسة الضوء على الاختيار الشخصي والمسؤولية الشخصية والتحول الشخصي. وضع جلاسر نفسه في مواجهة الأطباء النفسيين التقليديين، الذين ركزوا بدلاً من ذلك على تصنيف المتلازمات النفسية على أنها "أمراض" ووصف الأدوية ذات المؤثرات العقلية لعلاج الاضطرابات العقلية .
واستنادًا إلى خبرته السريرية الواسعة النطاق والاستشارية، طبق جلاسر نظرياته على قضايا اجتماعية أوسع، مثل التعليم والإدارة والزواج، على سبيل المثال لا الحصر. كمدافع عام، حذر جلاسر عامة الناس من الأضرار المحتملة التي تسببها الأجيال الأكبر سنا من الطب النفسي، المتشبثين بالتشخيص التقليدي للمرضى على أنهم يعانون من أمراض عقلية (اضطرابات الدماغ) ووصف الأدوية. ومن وجهة نظره، فإن المرضى ببساطة يعبرون عن تعاستهم وافتقارهم إلى اتصال شخصي ذي معنى مع الأشخاص المهمين في حياتهم. دعا جلاسر إلى تثقيف عامة الناس حول قضايا الصحة العقلية. تقديم أطر ما بعد الحداثة لإيجاد ومتابعة الاتجاه العلاجي الصحي.

## النشأة والمهنية
ولد جلاسر في 11 مايو 1925 في كليفلاند، أوهايو ، لبن جلاسر، مصلح الساعات والساعات، وزوجته بيتي. التحق بجامعة كيس ويسترن ريزيرف في كليفلاند، حيث حصل عام 1945 على درجة البكالوريوس في الهندسة الكيميائية . بعد مهنة قصيرة كمهندس، عاد جلاسر في عام 1946 إلى كيس ويسترن، ولكن بدلاً من ذلك، خلال الفصل الدراسي الأول له، تم تجنيده في الجيش الأمريكي وتمركز في Dugway Proving Ground في ولاية يوتا . عاد إلى كيس ويسترن في عام 1947، وحصل على درجة الماجستير في علم النفس السريري في عام 1949 ودكتوراه في الطب النفسي في عام 1953. أكمل تدريبه الطبي وإقامته في الطب النفسي في جامعة كاليفورنيا ومستشفى إدارة المحاربين القدامى ، على التوالي، وحصل على شهادة البورد في عام 1961.
بعد "طرده من طاقم العمل" في مستشفى فيرجينيا بسبب معتقداته المناهضة لفرويد، تولى جلاسر منصب طبيب نفسي في مدرسة فينتورا للفتيات الجانحات، حيث بدأ بتدريس الأفكار التي أصبحت أساسًا للعلاج الواقعي . خلال هذا الوقت، التقى جلاسر بجي إل هارينجتون، وهو طبيب نفسي كبير السن لم يصدق علنًا النموذج الفرويدي للأمراض العقلية، والذي يعتبره جلاسر "معلمه".
أنشأ جلاسر عيادة خاصة للعلاج النفسي في لوس أنجلوس ، والتي حافظ عليها حتى عام 1986 

## عمل
ألف جلاسر وشارك في تأليف العديد من الكتب المؤثرة حول الصحة العقلية ، والإرشاد ، وتحسين المدارس، والتدريس، والعديد من المنشورات التي تدعو إلى نهج الصحة العامة أو التركيز على الصحة العقلية مقابل النموذج "الطبي" السائد.
أسس جلاسر معهد العلاج الواقعي في عام 1967، والذي أعيدت تسميته إلى معهد نظرية التحكم والعلاج الواقعي وإدارة الرصاص في عام 1994 ثم أصبح فيما بعد معهد ويليام جلاسر في عام 1996 في تشاتسوورث، كاليفورنيا . يقع المعهد الآن في تيمبي، أريزونا ، وله معاهد فرعية في جميع أنحاء العالم.
بحلول السبعينيات، أطلق جلاسر على أعماله اسم "نظرية التحكم". بحلول عام 1996، تطورت البنية النظرية إلى مجموعة شاملة من العمل أعيدت تسميتها بـ " نظرية الاختيار "،  ويرجع ذلك أساسًا إلى الخلط مع نظرية التحكم الإدراكي التي وضعها ويليام ت. باورز، والتي تم تطويرها في الخمسينيات.

## منظمات العلاج الواقعي
في الولايات المتحدة، تم تنظيم معهد جلاسر في الأصل مع مجموعات إقليمية في نيو إنجلاند، والحزام الشمسي، والشمال الغربي، والغرب الأوسط، والجنوب الشرقي، والساحل الغربي.
في يوليو 2010، تم إنشاء جمعية ويليام جلاسر الدولية (WGAI) في ناشفيل، كنتاكي، مع مجلس إدارة مؤقت مكلف بإنشاء المنظمة لتنسيق الأنشطة والمؤتمرات العالمية، كان أولها في عام 2012 في لوس أنجلوس. تم تأسيس مجلس الإدارة في نهاية المطاف في كاليفورنيا تحت الاسم الجديد William Glasser International (WGI) وهو الهيئة الشاملة المعترف بها من قبل جلاسر لتمثيل أفكاره حول العالم. يتم انتخاب أعضاء مجلس إدارة WGI من قبل الأعضاء.
خارج الولايات المتحدة، تمتلك شركة William Glasser International (WGI) منظمات تابعة نشطة في العديد من البلدان بما في ذلك كندا وكرواتيا وسلوفينيا وأيرلندا والمملكة المتحدة وفنلندا وماليزيا والفلبين وكوريا الجنوبية واليابان وأمريكا الوسطى والجنوبية وجنوب أفريقيا. وأستراليا ونيوزيلندا. لا تمنح WGI ولا المنظمات التابعة لها ألقابًا مثل "مستشار" أو "معالج" في دورات الشهادات العادية الخاصة بها. ومع ذلك، في أوروبا، هناك دورتان خاصتان يقدمهما المعهد الأوروبي للعلاج الواقعي، إحداهما تؤدي إلى لقب معالج نفسي للعلاج الواقعي والأخرى للحصول على لقب مستشار العلاج الواقعي. كلاهما يمكن أن يؤدي إلى الشهادة الأوروبية في العلاج النفسي (ECP).
يقوم معهد ويليام جلاسر في المملكة المتحدة (المعروف رسميًا باسم معهد العلاج الواقعي في المملكة المتحدة)، مع مديره التنفيذي الخاص، بتنسيق ورش عمل أعضاء هيئة التدريس والتدريب العملي في المملكة المتحدة نيابة عن WGI International، مما يؤدي إلى الحصول على شهادة العلاج الواقعي (CTRTC). تسعى WGI UK جاهدة إلى تعزيز وتطوير نظرية الاختيار والعلاج الواقعي والإدارة الرائدة في المملكة المتحدة، حيث تقدم التوجيه والدعم لأعضائها المكونين من مجموعة من الأفراد ذوي التفكير المماثل والملتزمين بتقدمهم الشخصي والمهني. يتم تقديم الدعم من قبل فريق من مشرفي التدريب والعملي. يشترك أعضاء المعهد في "الروح" القائلة بأن نظرية الاختيار والعلاج الواقعي والإدارة الرائدة توجه وتدعم علاقاتهم على أساس شخصي ومهني، وأنه يجب تدريس العلاج الواقعي بنزاهة والالتزام بالمفاهيم الأساسية كما هو موضح بواسطة جلاسر وآخرون ممن يكتبون ويعلمون ويرتبطون بـ WG International.

## الوفاة
توفي جلاسر في منزله في لوس أنجلوس في 23 أغسطس 2013 بصحبة زوجته كارلين وآخرين. ذكر نعي جلاسر أن سبب الوفاة هو فشل الجهاز التنفسي الناجم عن الالتهاب الرئوي. وأشار الموقع الإلكتروني لمعهد ويليام جلاسر إلى وفاة جلاسر باعتبارها "صدمة هائلة للجميع"، على الرغم من أنه كان "في حالة صحية سيئة لبعض الوقت".

## فهرس
- Mental Health or Mental Illness? Psychiatry for Practical Action, 1962 (ردمك 0-06-091092-5)
- Reality Therapy : A New Approach to Psychiatry, 1965 (ردمك 0-06-090414-3)
- Schools Without Failure, 1969 (ردمك 0-06-090421-6)
- The Effect of School Failure on the Life of a Child, 1971
- The Identity Society, 1972 (ردمك 0-601-15726-5) (revised edition published in 1975, (ردمك 0-06-090446-1))
- Positive Addiction, 1976 (ردمك 0-06-091249-9)
- Stations of the Mind, 1981 (ردمك 0-06-011478-9)
- Take Effective Control of Your Life, 1984 (ردمك 0-06-015342-3) (re-issued in 1985 as Control Theory, (ردمك 0-06-091292-8))
- Control Theory in the Classroom, 1986 (ردمك 0-06-095287-3) (revised edition published in 1998 as Choice Theory in the Classroom, (ردمك 0-060-95287-3))
- The Quality School, 1990 (ردمك 0-06-095286-5) (expanded edition published in 1992 (ردمك 0-06-096955-5))
- The Quality School Teacher, 1992 (ردمك 0-06-095285-7) (revised edition published in 1998 (ردمك 0-06-095285-7))
- The Control Theory Manager, 1994 (ردمك 0-88730-719-1)
- Staying Together, 1995 (ردمك 0-06-092699-6)
- Choice Theory: A New Psychology of Personal Freedom, 1997 (ردمك 0-06-093014-4)
- Reality Therapy in Action, 2000 (re-issued in 2001 as Counseling with Choice Theory (ردمك 0-06-095366-7))
- Every Student Can Succeed, 2000 ISBN 1-58275-051-3
- Fibromyalgia: Hope from a Completely New Perspective, 2001 (ردمك 0-9678444-2-8)
- Unhappy Teenagers: A Way for Parents and Teachers to Reach Them, 2002 (ردمك 0-06-000798-2) (re-issued in 2003 as For Parents and Teenagers: Dissolving the Barrier Between You and Your Teen, (ردمك 0-06-000799-0))
- Warning: Psychiatry Can Be Hazardous to Your Mental Health, 2004 (ردمك 0-06-053866-X)
- Take Charge of Your Life: How to get What You Need with Choice Theory Psychology, 2013 (ردمك 978-1938908-32-3)

## سيرة شخصية
- ويليام جلاسر: بطل الاختيار ، 2014(ردمك 978-1934442470)

## روابط خارجية
- وليام جلاسر الدولية(الانجليزية)
- معهد ويليام جلاسر بالولايات المتحدة الأمريكية(الانجليزية)
- معهد العلاج الواقعي بالمملكة المتحدة(الانجليزية)
- مقال بسيط حول نظرية ويليام جلاسر(العربية)
- معهد ويليام جلاسر في أيرلندا(الانجليزية)